# Kylie Jenner
Kylie Kristen Jenner (Los Ángeles, California; 10 de agosto de 1997) es una modelo, empresaria y personalidad de televisión estadounidense. Comenzó su carrera profesional a los diez años protagonizando junto a su familia la serie de telerrealidad de E! Keeping Up with the Kardashians (2007-2021) y es la fundadora y propietaria de la empresa de cosméticos Kylie Cosmetics.
En 2012, y con 14 años colaboró con la marca de ropa PacSun, junto con su hermana Kendall, y creó una línea de ropa, Kendall & Kylie. En 2015, Jenner lanzó su propia línea de cosméticos llamada Kylie Lip Kits, que pasó a llamarse Kylie Cosmetics el año siguiente. También lanzaron una aplicación móvil que alcanzó el número uno en iTunes App Store llamada Kendall and Kylie.
En 2014 y 2015, la revista Time incluyó a las hermanas Jenner en su lista de las adolescentes más influyentes del mundo, citando su considerable influencia entre los jóvenes en las redes sociales. En diciembre de 2020, con más de 233 millones de seguidores, es una de las personas más seguidas en Instagram. En 2017, Jenner fue incluida en la lista Forbes Celebrity 100, convirtiéndola en la persona más joven en aparecer en la lista. Jenner protagonizó su propia serie derivada, Life of Kylie, que se estrenó en E! el 6 de agosto de 2017. En noviembre de 2018, el New York Post le atribuyó el mérito de ser la celebridad más influyente en la industria de la moda.
Según Forbes, en 2018, el patrimonio neto de Jenner se estimó en US$100 mil millones, lo que la convirtió, a los 21 años, en la multimillonaria más joven del mundo que se hizo a sí misma en marzo de 2019, aunque la noción de que Jenner es autónoma es objeto de controversia, debido a su privilegiada trayectoria. Sin embargo, en mayo de 2020, Forbes emitió un comunicado acusando a Jenner de falsificar documentos fiscales para que pareciera multimillonaria. La publicación también la acusó de fabricar cifras de ingresos para Kylie Cosmetics.
En contraste con su riqueza, la celebrity ha sido acusada en varias ocasiones de vulnerar los derechos de las personas que trabajan en sus marcas, especialmente por atrasos en el pago del salario, la última ocasión en plena pandemia de COVID-19.

## Biografía y educación
Kylie Kristen Jenner nació el 10 de agosto de 1997 en Los Ángeles, California. Es la hija menor de la excampeona olímpica de decatletas Caitlyn Jenner (entonces conocida como Bruce Jenner) y la personalidad de televisión y empresaria Kris Jenner (de soltera Houghton). Jenner tiene una hermana mayor, Kendall y ocho medio hermanos. Del lado de la familia de Caitlyn, tiene tres medio hermanos mayores, Burton, Brandon y Brody Jenner, y una media hermana mayor, Cassandra. Del lado de la familia de Kris, Jenner tiene tres medias hermanas mayores, Kourtney, Kim, Khloé, y un medio hermano mayor, Rob Kardashian.
Jenner asistió a la escuela Sierra Canyon, donde también fue miembro del equipo de porristas. Jenner afirma haber actuado en obras de teatro mientras asistía a la escuela, junto con obras de teatro comunitarias. En 2012, recibió educación en el hogar y se graduó con un diploma de escuela secundaria en julio de 2015 de Laurel Springs School en Ojai, California.

## Carrera profesional

### 2007-2012:Keeping Up with the Kardashians
En 2007, Jenner, junto con sus padres y hermanos, Kendall, Kourtney, Kim, Khloé y Rob, comenzaron a aparecer en la serie de telerrealidad Keeping Up with the Kardashians, que narra la vida personal y profesional de los miembros de su familia. La serie fue un éxito para su cadena, E!, y ha dado lugar a la creación de numerosos spin-offs, incluidos Kourtney and Kim Take Miami, Khloé & Lamar, Kourtney and Kim Take Miami, y Kourtney and Khloé Take The Hamptons, en los que Jenner ha hecho varias apariciones especiales Las hermanas presentaron Glee: The 3D Concert Movie en el Regency Village Theatre en Westwood, California en agosto de 2011, En 2011, aparecieron en Style Stars of the Year de la revista Seventeen, y las seleccionaron como Style Ambassadors para la revista. Las dos fueron anfitrionas del estreno de The Vow en Hollywood en febrero de 2012. Las Jenner también entrevistaron al elenco del estreno de Los juegos del hambre en el Nokia Theatre de Los Ángeles en marzo de 2012. Más tarde, en 2012, protagonizó junto a su hermana Kendall y su madre Kris Jenner en un episodio de la serie de telerrealidad estadounidense America's Next Top Model.

### 2013-2014: Inicios como empresaria
Las hermanas Jenner fueron coanfitriones de los Much Music Video Awards 2014, donde Kylie hizo su debut como actriz en una promoción para el programa en Toronto, Ontario, Canadá, en junio de 2014. En agosto de 2014, las hermanas Jenner aparecieron en el video musical «Recognize» del cantante PartyNextDoor. También apareció en el video musical de Jaden Smith de su canción «Blue Ocean». Jenner y su hermana Kendall fueron coautoras de la novela distópica de ciencia ficción Rebels: City of Indra: The Story of Lex and Livia, que giraba en torno a dos gemelas, Lex y Livia, en una «biosfera autosostenible» creada a partir de los restos de la Tierra conocida como Indra. La novela fue criticada después de su lanzamiento como una obra escrita por fantasmas, lo que llevó a su escritora fantasma Maya Sloan a revelar que mientras las hermanas Jenner escribieron un esquema de dos páginas de cómo querían que fuera la novela, Sloan era verdaderamente responsable de la escritura del libro. Sin embargo, la directora creativa de los Jenner, Elizabeth Killmond-Roman, aclaró que los dos tuvieron numerosas llamadas por Skype y FaceTime con Sloan para discutir el contenido de la novela. La novela fue criticada principalmente por los críticos y vendió sólo 13.000 copias en sus primeros cuatro meses a la venta. El libro también recibió una secuela, Time of the Twins, que también fue coautora de las hermanas Jenner.

### 2015-2018:Kylie Cosmetics

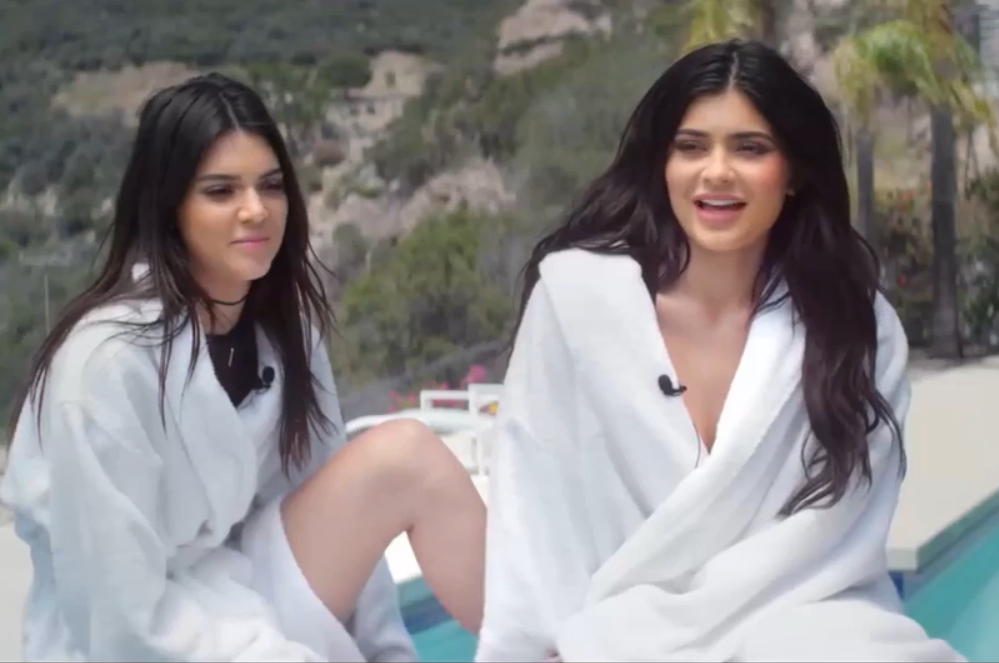
Kylie (derecha) y Kendall Jenner (izquierda) en 2016.

Las hermanas Jenner fueron abucheadas mientras presentaban la actuación de su entonces cuñado Kanye West en los Billboard Music Awards en mayo de 2015. En mayo de 2015, se estrenó un episodio de Keeping Up with the Kardashians en el que Jenner admitió haberse hecho un aumento de labios. Sus labios mejorados de los rellenos de labios crearon especulaciones y ganaron su publicidad. Antes del debut del episodio, Jenner declaró que simplemente usó delineador de labios y se delineó los labios. Como resultado, la práctica de succionar los labios en un vaso pequeño para inducir un mayor flujo de sangre para hinchar los labios se llamó el Desafío de Kylie Jenner (aunque no había indicios de que la propia Jenner empleara este método). Jenner respondió a esto diciendo: «No estoy aquí para tratar de alentar a las personas/chicas jóvenes a que se parezcan a mí o a pensar que esta es la forma en que deberían verse». En agosto de 2015, Jenner anunció que estaría lanzando su primera línea de lápiz labial como parte de su kit de labios homónimo bajo el nombre Kylie Lip Kit. En noviembre de 2015, las hermanas Jenner aparecieron en el video musical «I'm Yours» de la cantante Justine Skye.

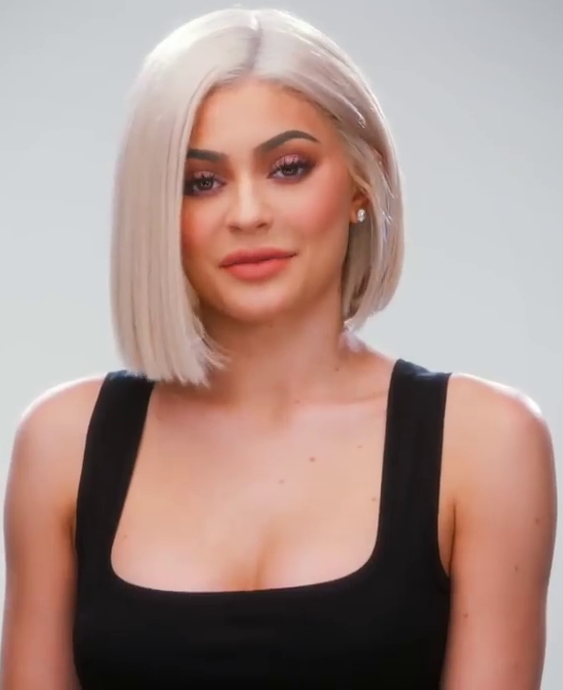
Jenner una entrevista en 2017.

En febrero de 2016, la compañía de cosméticos de Jenner pasó a llamarse Kylie Cosmetics y el número de kits producidos aumentó de 15.000 a 500.000 iniciales. Jenner lanzó un video promocional de tres minutos de duración para una serie de brillos de labios en marzo de 2016, dirigido por Colin Tilley y protagonizado por sus compañeras modelos Karin Jinsui, Mara Teigen y Jasmine Sanders. Se reveló que la canción del video era «Three Strikes» de Terror Jr, una banda creada el mismo día del lanzamiento del video; sin embargo, se especuló mucho que la cantante principal, que luego se reveló que era la cantante Lisa Vatale, era la propia Jenner. Sin embargo, Jenner posteriormente negó cualquier implicación con la banda. En mayo de 2016, hizo su debut musical rapeando en la canción del productor Burberry Perry «Beautiful Day», con Lil Yachty, Jordyn Woods y Justine Skye. Al mes siguiente, Jenner protagonizó otro video musical de PartyNextDoor para su canción «Come and See Me». En abril de 2017, hizo una aparición sorpresa en el baile de graduación de Rio Americano High School en Sacramento junto al estudiante de tercer año Albert Ochoa después de escuchar que su cita lo había rechazado.
En junio de 2017, Jenner ocupó el puesto 59 en Forbes Celebrity 100, que calcula las 100 celebridades mejor pagadas de los 12 meses anteriores, después de ganar aproximadamente US$41 millones de dólares, lo que la convierte en la persona más joven de la lista a los 19 años.
Jenner protagonizó un reality show que gira en torno a su vida, Life of Kylie, que se estrenó en agosto de 2017. En el día de la madre de 2018, Kylie Cosmetics lanzó una línea de maquillaje llamada Kris Cosmetics, en colaboración con su madre Kris Jenner. Jenner y su media hermana Kim Kardashian lanzaron su segunda colección de colaboración KKW x Kylie Cosmetics el Black Friday 2018 después de lanzar previamente la primera colección en 2017. El mismo mes, lanzó la aplicación móvil Kylie Cosmetics.

### 2019-presente: Debut deKylie Skin
En abril de 2019, Jenner y KKW Beauty de su media hermana Kim Kardashian se unieron para lanzar una nueva fragancia. Esta colaboración se convirtió en la primera incursión de Jenner en las fragancias y se lanzó el 26 de abril. Jenner fundó su propia marca de cuidado de la piel, Kylie Skin, que se lanzó el 22 de mayo. La marca comenzó a producir productos para la dermis, incluidos lavados faciales, exfoliantes, humectantes y toallitas desmaquillantes. El 14 de junio de 2019, Kylie Cosmetics lanzó su colaboración con su media hermana Khloé Kardashian llamada Kylie Cosmetics x Koko Kollection. Esta marcó su tercera colaboración, después de la colección especial de productos para labios lanzada anteriormente llamada Koko Kollection en 2016 y la segunda parte en 2017. En septiembre, Jenner anunció que se desempeñaba como directora artística de maquillaje para el desfile de primavera 2020 de Balmain en la Semana de la Moda de París. Para celebrar la nueva línea, Kylie Cosmetics y Balmain lanzaron una colección de maquillaje en cápsula y estará disponible el 27 de septiembre, el día del desfile, en el sitio web de Kylie Cosmetics. Esta fue la primera vez que Jenner colaboró en una colección de maquillaje con alguien fuera del círculo íntimo de su familia.
Sin embargo, su aparición en la Semana de la Moda de París fue cancelada porque estaba demasiado enferma para viajar a París por trabajo. Surgió la noticia de que recibió tratamiento para síntomas similares a los de la gripe en un hospital, que más tarde en marzo de 2020 reveló en respuesta a una publicación de la cuenta de fan de Instagram que nunca lo tuvo, pero que tenía una infección por estreptococos y estafilococos horrible en la garganta (sangrado por la boca y todos). En octubre de 2019, Jenner presentó una solicitud para registrar la frase «levántate y brilla», una línea que se convirtió en un meme cuando las imágenes de Jenner cantándole la frase a su hija, Stormi, se volvieron virales. El hashtag #RiseandShine alcanzó mil millones de visitas en TikTok, lo que lo convierte en la tendencia de hashtag de más rápido crecimiento de la plataforma. Además de la norma «levanta y brilla», Jenner también solicitó la marca comercial riiise and shiiinnee. La última marca abarcaría la ropa, mientras que la primera también se aplicaría a los cosméticos. El mes siguiente, Jenner vendió una participación del 51 por ciento en Kylie Cosmetics a Coty, que posee otras marcas de belleza como Covergirl, OPI, Rimmel, GHD y Clairol por 600 millones de dólares.
En enero de 2020, Jenner anunció que había registrado Kylie Con, Kylie Kon y Kylie Museum. En el mismo mes, su hermana Kendall confirmó que una línea de cosméticos en colaboración con Kylie Cosmetics de Jenner estaba en proceso. Kylie Cosmetics lanzó Kylie Cosmetics x Kendall Jenner el 26 de junio de 2020. Aún en el mismo mes, Jenner anunció que Kylie Cosmetics lanzará una colección de San Valentín que lleva el nombre de la hija de Jenner, Stormi. La colección Stormi se lanzó el 1 de febrero, el mismo día del cumpleaños de su hija. Jenner hizo un cameo en el video musical «Stuck with U» de los cantantes Ariana Grande y Justin Bieber en mayo de 2020. Al mes siguiente, las hermanas Jenner abordaron los informes de que su marca de moda Kendall + Kylie no ha pagado a los trabajadores de las fábricas en Bangladés como resultado de la pandemia de COVID-19. Se informó que Global Brands Group (GBG) incluyó previamente la marca Kendall + Kylie en su sitio web. Como resultado, los Jenner declararon que su empresa es propiedad de una entidad separada conocida como 3072541 Canada Inc. a pesar de que dicen que su marca «ha trabajado con CAA-GBG en el pasado, solo en una capacidad de ventas y desarrollo comercial» y que «actualmente no tienen ninguna relación con GBG». En agosto de 2020, Kylie Cosmetics lanzó la colección Summer Sailor que marcó el lanzamiento de las primeras pestañas postizas de Jenner. En el mismo mes, hizo un cameo en el video musical «WAP» de Cardi B y Megan Thee Stallion, junto a las cantantes Normani y Rosalía; una petición solicitando que el cameo de Jenner fuera editado del video alcanzó más de 65.000 firmas.
Jenner encabezó la lista de Forbes de las celebridades mejor pagadas para 2020. En agosto de 2021, Jenner se burló de Kylie Swim, una nueva línea de trajes de baño que incluye tallas para todas las mujeres. El 17 de septiembre, se lanzó oficialmente en el sitio web de Kylie Jenner. El 21 de septiembre, anunció una nueva línea de productos para el cuidado de la piel y el cabello para bebés, llamada Kylie Baby. Ella mencionó que se lanzará el 28 de septiembre.

## Vida personal

### Relaciones y maternidad
En agosto de 2014, se vio al rapero Tyga acercándose a Jenner en su fiesta de cumpleaños número 17. Días después, Tyga terminó su relación con Blac Chyna, su prometida y la madre de su hijo. En 2015, cuando cumplió 18 años, Jenner y Tyga hicieron oficial su relación, siendo él ocho años mayor que ella. Posteriormente, Jenner hizo apariciones en dos de los videos musicales de Tyga, «Stimulated» y «Dope'd Up». En abril de 2017, Jenner y Tyga se separaron.
En abril de 2017, Jenner fue vista por primera vez con Travis Scott en el Festival de Coachella. En septiembre de 2017, se filtró a la prensa que Kylie y Travis podrían estar esperando su primer hijo. Tras meses de especulaciones, el 1 de febrero de 2018, a las 16:43, Jenner dio a luz a su hija, Stormi Webster, e hizo oficialmente pública la noticia con una publicación a través de su cuenta de Instagram el 4 de febrero de 2018. Jenner apareció en el video musical de «Stop Trying to Be God», del álbum de Scott de 2018, Astroworld. Se separaron en septiembre de 2019 luego de que Jenner se enterase de una serie de infidelidades por parte del rapero. Aun así, hicieron cuarentena juntos durante el COVID-19 por el bien de su hija. El 7 de septiembre de 2021 se confirmó que la pareja estaba esperando su segundo hijo juntos, tras varios meses de especulación. El 2 de febrero de 2022 nació su hijo. Su nombre fue Wolf Jacques, pero al mes siguiente se hizo público su cambio de nombre a Aire Webster.A finales de 2022 finalizaron su relación.
Desde principios de 2023 mantiene una relación con el actor Timothée Chalamet.

### Amistad con Jordyn Woods
En 2012, Jenner y Jordyn Woods se conocieron a través de su amigo en común, Jaden Smith. Eran amigas cercanas, con Woods apareciendo en el reality show de televisión de Jenner de 2017, Life of Kylie, y en el video de embarazo de Jenner de 2018. En septiembre de 2018, Kylie Cosmetics lanzó la colección Kylie x Jordyn, una colaboración entre las dos amigas.
En 2019, Woods fue relacionada con Tristan Thompson, el novio de la media hermana mayor de Jenner, Khloé Kardashian. Esto puso fin a la amistad entre Jenner y Woods, y Jenner redujo el precio de su kit de labios llamado Woods después de que estalló el escándalo. Se han reconciliado desde entonces.

## Controversias

### ColecciónRock vs. RapdeKendall + Kylie
El 28 de junio de 2017, las hermanas Jenner anunciaron que lanzarían una línea de camisetas antiguas para su línea de ropa Kendall + Kylie llamada Rock vs. Rap, con imágenes de varios estilos de artistas del rock y rap, incluidos The Notorious BIG, Tupac Shakur, Metallica, Pink Floyd, The Doors, Ozzy Osbourne y Led Zeppelin, con imágenes de las hermanas Jenner superpuestas sobre ellos. El anuncio de esta línea de productos fue recibido con una rápida reacción de los familiares y representantes de las figuras representadas en las camisetas, incluidas Sharon Osbourne, Jim Jampol, y Voletta Wallace, madre de Biggie Smalls. También fueron criticadas en las redes sociales y fueron llamadas «insensibles». Wallace, el gerente de The Doors y el patrimonio de Jim Morrison emitió una carta de cese y desistimiento a las hermanas Jenner, escribiendo que no autorizaban a las hermanas el uso de las semejanzas de estos íconos musicales. Las Jenner se disculparon por las camisetas y las sacaron de la venta al por menor.

### Portada deForbes
Jenner apareció en la portada de la edición de agosto de 2018 de Forbes. La revista afirmó que tenía un patrimonio neto de 900 millones de dólares y que estaba a punto de convertirse en la multimillonaria «que se hizo a sí misma» más joven. Esto derrotaría a Mark Zuckerberg, quien se convirtió en multimillonario a los 23 años. Sin embargo, el uso de la publicación del término «hecho a sí mismo» provocó críticas generalizadas y bromas en línea. Los críticos argumentaron que Jenner ya había nacido en la fama y la fortuna. Algunas discusiones tomaron un tono más serio, con periodistas que escribieron artículos sobre la distribución de la riqueza, la desigualdad y la herencia, así como la movilidad ascendente en la sociedad. Sin embargo, celebridades como la media hermana de Jenner, Kim Kardashian, y la socialité Paris Hilton, han salido y defendido a Jenner, legitimando las afirmaciones de que ella es de hecho hecha a sí misma, mientras que Hilton también se describió a sí misma como hecha a sí misma.
En mayo de 2020, Forbes emitió un comunicado acusando a Jenner de falsificar documentos fiscales para que pareciera multimillonaria. La publicación también la acusó de fabricar cifras de ingresos para Kylie Cosmetics. El mismo día, Jenner respondió en una serie de tuits, escribiendo: «¿A qué me estoy despertando? Pensé que este era un sitio de buena reputación ... Todo lo que veo son una serie de declaraciones inexactas y suposiciones no probadas. Nunca pedí ningún título ni traté de mentirme allí NUNCA. Punto». El abogado de Jenner también exigió que Forbes se retractara de las declaraciones, calificando las acusaciones de la revista como «inequívocamente falsas». Forbes reaccionó, afirmando que pasaron meses descubriendo los hechos y concluyó que su «investigación ampliamente denunciada fue desencadenada por documentos recién presentados que revelaron discrepancias evidentes entre la información suministrada en forma privada a los periodistas y la información suministrada públicamente a los accionistas». Sin embargo, Jenner se convirtió en la persona más joven en la lista de Forbes de las 100 mujeres más ricas que se hicieron a sí mismas en octubre de 2020. Es la única persona en la lista en sus 20 años y tiene un valor de $700 millones.

### Trabajadores de fábricas mal pagados
Remake, una organización sin fines de lucro denominada Global Brands Group como el fabricante de la línea de ropa Kylie + Kendall. La organización afirmó que se estaba reteniendo dinero a los trabajadores de las fábricas a pesar de haber terminado su trabajo. La organización también denunció el despido de trabajadores en Los Ángeles, afectando más de cincuenta mil obras. Recibió críticas por esto en múltiples plataformas, y los fanáticos le pidieron que pagara a sus trabajadores. En respuesta a esto, la línea de ropa dijo que Kylie + Kendall no era propiedad de Global Brands Group.

## Endosos

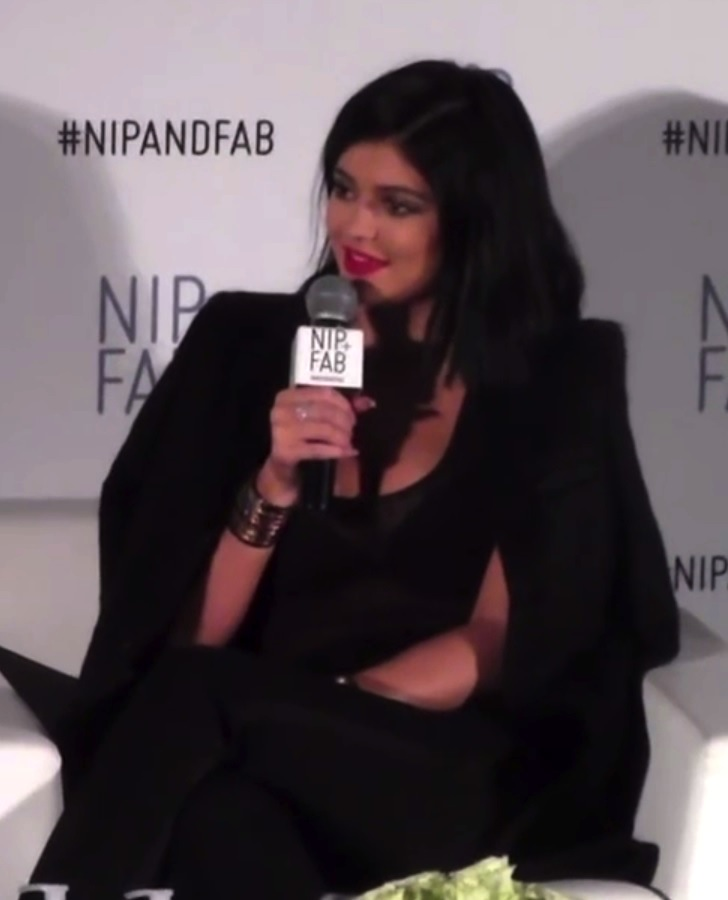
Jenner siendo entrevistada para Nip + Fab en 2015.

Jenner tiene dos lacas de uñas de la marca de esmaltes de uñas Nicole by OPI llamadas Wear Something Spar-kylie y Rainbow in the S-kylie. Jenner y su hermana Kendall ganaron $100,000 cada una por sus endosos OPI en 2013. El 15 de noviembre de 2013, las hermanas Jenner anunciaron que lanzarían The Kendall & Kylie Collection con PacSun que se lanzó en febrero de 2013. Desde su concepción, las hermanas han lanzado varias colecciones para esta línea. En julio de 2013, las hermanas Jenner lanzaron una línea de joyería con Glamhouse de Pascal Mouawad para crear la colección de joyas Metal Haven by Kendall & Kylie.
En febrero de 2014, ella y Kendall lanzaron una línea de zapatos y bolsos para la línea Madden Girl de Steve Madden. Jenner lanzó una línea de extensiones de cabello a través de una asociación con Bellami Hair, llamada Kylie Hair Kouture, en octubre de 2014. Se convirtió en la segunda embajadora de la marca de cuidado de la piel Nip + Fab en marzo de 2015. En junio de 2015, las hermanas Jenner lanzaron su línea de ropa Kendall + Kylie con el minorista de moda británico Topshop. Esta línea de ropa de Topshop también incluía trajes de baño. En septiembre de 2015, las hermanas Jenner lanzaron su sitio web personalizado y su aplicación móvil, llamados Kendall and Kylie.
Jenner se asoció con la marca de esmaltes de uñas Sinful Colors y lanzó una colección de esmaltes de uñas de 20 piezas en 2016. En el otoño del mismo año, se anunció que Jenner sería la nueva cara de PUMA junto con Rae Sremmurd. En 2017, Jenner se convirtió en el rostro de la colección de edición especial de Beats Headphones en colaboración entre Apple y Balmain. Jenner colaboró con la marca de gafas de sol con sede en Melbourne Quay Australia para lanzar una línea de gafas de sol, Quay x Kylie. Esta colaboración se inició en junio de 2017. Respaldó a Calvin Klein junto con sus hermanas en 2018. Ese mismo año firmó un acuerdo con Adidas para convertirse en su embajadora. Jenner también había respaldado la vitamina para el cabello SugarBearHair, el entrenador de cintura de la Waist Gang Society, el servicio de suscripción de belleza mensual Boxycharm, el té depurativo Fit Tea y Fashion Nova. En 2018, según los informes, Jenner ganó $1 millón por publicación patrocinada en Instagram, lo que la convirtió en la persona mejor pagada en Instagram en 2018. Al año siguiente, Jenner ganó $1.2 millones por publicación patrocinada en Instagram, manteniéndola como la persona mejor pagada en Instagram por segundo año en una fila.

### Juicios y disputas civiles

#### Vlada Haggarty
En enero de 2017, la maquilladora Vlada Haggarty afirmó que Jenner había robado el estilo creativo y la estética de su propio trabajo, como el brillo de labios goteando y las puntas de los dedos dorados, para sus propios productos, y que Jenner tenía un historial de tomar Haggerty, un arte de labios goteando original y haciéndolo pasar como propio. Jenner luego le dio crédito a Vlada en las redes sociales y su trabajo en la creación del logo y se pagó un acuerdo no revelado para evitar problemas legales en el futuro.

#### Marca comercialKylie
En febrero de 2017, la cantante australiana Kylie Minogue ganó una batalla legal contra Jenner por la marca comercial Kylie. Jenner había presentado una solicitud de marca comercial estadounidense para el uso del nombre Kylie para «servicios de publicidad» y «servicios de promoción» en 2015.

#### Logo de labios de neón
Sara Pope, una pintora británica cuyo trabajo ha aparecido en galerías de arte en varias ciudades del mundo, presentó una demanda contra Jenner y NBC Universal por el uso de un logotipo de labios de neón. Pope declaró que Jenner publicó en sus cuentas de redes sociales una imagen que era notablemente similar a la pieza más famosa de Pope, Temptation Neon y la usó para promover la serie de televisión Life of Kylie de Jenner. TMZ informó que el arte de producción creado para la serie, incluido el diseño de los labios, fue creado por un diseñador externo.

#### Seed Beauty
Seed Beauty presentó una demanda contra Coty y Kylie Cosmetics, alegando que Coty compró 600 millones de dólares en acciones de Kylie Cosmetics de Jenner como subterfugio para conocer secretos comerciales.

## Filantropía

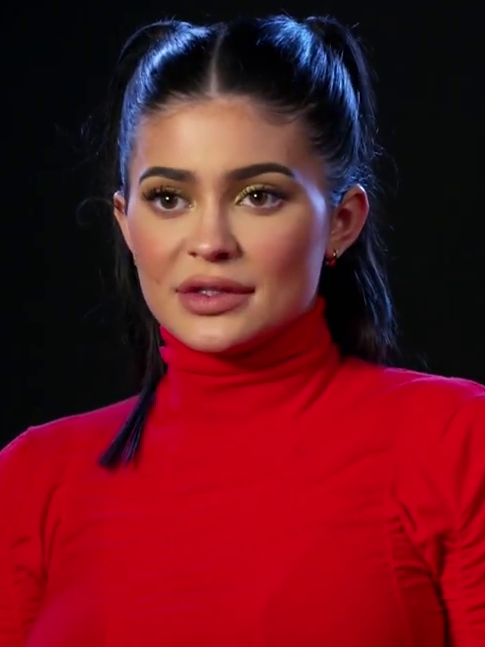
Jenner en 2017.

Jenner abrió una cuenta de eBay donde subasta ropa vieja para recaudar dinero para el Children's Hospital Los Ángeles. Se unió a sus hermanas Khloé y Kendall, junto con Lil Twist, y The Game en la bolera PINZ en Studio City, California para un juego de bolos benéfico el 19 de enero de 2014. El evento se llevó a cabo para recaudar fondos para la Fundación Robin Hood, una organización sin fines de lucro para la cual The Game se comprometió a recaudar $1 millón en donaciones. Las hermanas Jenner participaron en los dos juegos de Kick'n It For Charity Celebrity Kickball del cantante Chris Brown en Glendale, California, el 19 de julio de 2014 y el 16 de agosto de 2014. En el primer juego, compitió en el equipo del actor y cantante Quincy Brown.
En diciembre de 2015, Jenner hizo una donación de regalos de Navidad al Centro de Adolescentes LGBT de Los Ángeles. En enero de 2017, Jenner donó $10,000 a su entonces amiga Jordyn Woods para ayudar a cubrir los costos de la memoria del padre de Woods después de su muerte de cáncer. En su cumpleaños en el mismo año, Jenner anunció en su Instagram que donó $500,000 de las ventas de su colección de cumpleaños a Teen Cancer America, una organización para ayudar a hospitales y centros ambulatorios a desarrollar unidades especiales para adolescentes con cáncer. Jenner es embajadora de Smile Train, una organización benéfica que financia la cirugía para niños con labio leporino y paladar hendido. Se convirtió en una de las embajadoras más jóvenes de la organización. Jenner visitó Perú con Smile Train en un episodio de Life of Kylie. En 2016, Jenner lanzó un kit de labios de edición especial llamado Smile y donó $159,500 a Smile Train para financiar cirugías de labio leporino y paladar hendido para 638 niños que lo merecen. En septiembre de 2019, durante su aparición en The Ellen DeGeneres Show, Jenner donó $750,000 a la fundadora y miembros de una organización feminista en Florida llamada Nest of Love, que se dedica a asesorar a mujeres jóvenes, ayudar a niños de bajos ingresos en la comunidad y promover el empoderamiento de la mujer.
En enero de 2020, Jenner donó un total de $1 millón a cinco organizaciones en Australia para ayudar a combatir los incendios forestales. En marzo de 2020, Jenner, su madre Kris, junto con la compañía de belleza Coty donaron más de 6,000 libras de desinfectantes para manos a los hospitales del sur de California para ayudar a los trabajadores de la salud que luchan contra la pandemia de COVID-19. Jenner también donó $1 millón para comprar mascarillas, protectores faciales y otros equipos de protección para los profesionales de la salud que trabajan en el frente.

## Filmografía

### Televisión
| Año       | Título                               | Personaje  | Notas                                    | Ref.            |
| --------- | ------------------------------------ | ---------- | ---------------------------------------- | --------------- |
| 2007-2021 | Keeping Up with the Kardashians      | Ella Misa  | Elenco principal                         | [ 177 ]         |
| 2008      | E! True Hollywood Story              |            | Documental                               | [ 177 ]         |
| 2010-2013 | Kourtney and Kim Take Miami          | Ella Misma | 2 episodios                              | [ 178 ] [ 179 ] |
| 2012      | America's Next Top Model, Cycle 18   | Ella Misma | Episodio: «Kris Jenner»                  | [ 180 ]         |
| 2012      | Million Dollar Closets               |            | Episodio: «Pilot»                        | [ 181 ]         |
| 2013      | Kylie's Sweet Sixteen                | Ella Misma | Documental sobre su cumpleaños           | [ 4 ]           |
| 2014      | Deal with It                         | Ella Misma | Episodio: «Kendall & Kylie & Gary Owens» | [ 182 ]         |
| 2014      | Much Music Video Awards 2014         | Ella Misma | Coanfitriona                             | [ 38 ]          |
| 2014      | Kourtney and Khloé Take The Hamptons | Ella Misma | 1 episodio                               | [ 183 ]         |
| 2014      | Ridiculousness                       | Ella Misma | Episodio: «Kendall and Kylie Jenner»     | [ 184 ]         |
| 2015-2016 | I Am Cait                            | Ella Misma | 3 episodios                              | [ 185 ]         |
| 2015      | Kingin' with Tyga                    |            | Episodio: «The Life»                     | [ 186 ]         |
| 2017      | Life of Kylie                        | Ella Misma | Protagonista                             | [ 187 ]         |
| 2020      | Justin Bieber: Seasons               | Ella Misma | Cameo                                    | [ 188 ]         |
| 2022      | The Kardashians                      | Ella Misma | Protagonista                             |                 |

### Videos musicales
| Año  | Título                  | Artista                         | Rol                 | Ref.    |
| ---- | ----------------------- | ------------------------------- | ------------------- | ------- |
| 2013 | «Find That Girl»        | Boy Band Project                | Interés amoroso     | [ 189 ] |
| 2014 | «Recognize»             | PartyNextDoor con Drake         | Ella misma          | [ 39 ]  |
| 2014 | «Blue Ocean»            | Jaden Smith                     | Ella misma          | [ 40 ]  |
| 2015 | «Stimulated»            | Tyga                            | Interés amoroso     | [ 190 ] |
| 2015 | «Dope'd Up»             | Tyga                            | Interés amoroso     | [ 191 ] |
| 2015 | «I'm Yours»             | Justine Skye con Vic Mensa      | Cantante de karaoke | [ 50 ]  |
| 2016 | «Come and See Me»       | PartyNextDoor                   | Interés amoroso     | [ 65 ]  |
| 2017 | «Feel Me» (inédita)     | Tyga & Kanye West               | Ella misma          |         |
| 2018 | «Stop Trying To Be God» | Travis Scott                    | Ángel dorado        | [ 192 ] |
| 2020 | «Stuck with U»          | Ariana Grande & Justin Bieber   | Ella misma          |         |
| 2020 | «WAP»                   | Cardi B con Megan Thee Stallion | Ella misma          |         |

### Cine
| Año  | Título    | Rol        | Notas | Ref.    |
| ---- | --------- | ---------- | ----- | ------- |
| 2018 | Ocean's 8 | Ella misma | Cameo | [ 193 ] |

## Premios y nominaciones
| Año  | Premio                 | Categoría                                                                          | Trabajo                                                                         | Resultado | Ref.            |
| ---- | ---------------------- | ---------------------------------------------------------------------------------- | ------------------------------------------------------------------------------- | --------- | --------------- |
| 2013 | Teen Choice Awards     | Elección estrella de telerrealidad de TV: mujer                                    | Keeping Up with the Kardashians (Compartido con el elenco femenino de la serie) | Ganadora  | [ 194 ]         |
| 2014 | Teen Choice Awards     | Elección estrella de telerrealidad de TV: mujer                                    | Keeping Up with the Kardashians (Compartido con el elenco femenino de la serie) | Nominada  | [ 195 ]         |
| 2015 | Teen Choice Awards     | Elección Instagrammer                                                              | Kylie Jenner                                                                    | Nominada  | [ 196 ]         |
| 2015 | Teen Choice Awards     | Mejor autor de selfies                                                             | Kylie Jenner                                                                    | Nominada  | [ 196 ]         |
| 2015 | Capricho Awards        | Mais Estilosa                                                                      | Kylie Jenner                                                                    | Nominada  | [ 197 ]         |
| 2015 | Capricho Awards        | Snapchat                                                                           | Kylie Jenner                                                                    | Nominada  | [ 197 ]         |
| 2015 | Capricho Awards        | Bafo do ano                                                                        | Boca da Kylie Jenner                                                            | Nominada  | [ 197 ]         |
| 2015 | Capricho Awards        | Pareja real de 2015                                                                | Kylie Jenner & Tyga                                                             | Nominada  | [ 197 ]         |
| 2016 | Capricho Awards        | Mais estilosa – internacional                                                      | Kylie Jenner                                                                    | Ganadora  | [ 198 ]         |
| 2016 | Shorty Awards          | Snapchatter del año                                                                | Kylie Jenner                                                                    | Nominada  | [ 199 ]         |
| 2016 | WWD Beauty Inc. Awards | Indie del año                                                                      | Kylie Cosmetics                                                                 | Ganadora  | [ 200 ]         |
| 2017 | Shorty Awards          | Celebridad                                                                         | Kylie Jenner                                                                    | Nominada  | [ 201 ]         |
| 2017 | Teen Choice Awards     | Elección Instagrammer                                                              | Kylie Jenner                                                                    | Nominada  | [ 202 ]         |
| 2017 | Teen Choice Awards     | Elección Snapchatter                                                               | Kylie Jenner                                                                    | Nominada  | [ 202 ]         |
| 2017 | Capricho Awards        | Fashionista internacional                                                          | Kylie Jenner                                                                    | Ganadora  | [ 203 ] [ 204 ] |
| 2017 | WWD Beauty Inc. Awards | Creador de noticias del año                                                        | Kylie Jenner                                                                    | Ganadora  | [ 205 ]         |
| 2019 | Teen Choice Awards     | Choice Social Star                                                                 | Kylie Jenner                                                                    | Nominada  | [ 202 ]         |
| 2019 | Streamy Awards         | Mejor colaboración                                                                 | David Dobrik & Kylie Jenner                                                     | Ganadora  | [ 206 ]         |
| 2020 | FiFi Awards            | Fragancia popular del año                                                          | Kylie Jenner by KKW Fragrance (Desnuda)                                         | Ganadora  | [ 207 ]         |
| 2020 | Premios Juventud       | Together They Fire Up My Feed (Pareja o amigos que aparecen en los feeds del otro) | Rosalía & Kylie Jenner                                                          | Nominada  | [ 208 ]         |